# Гравер
Гравер је занатлија који се бави гравирањем односно онај који украшава предмете израђене од различитих материјала уз помоћ прецизних ручних и машинских алата или хемијским путем, а примењује и друге технике као што су интарзија и инкрустрација. Гравери могу израђивати и прецизне алате за различите намене у индустрији, као и печате. Користе знања из историје уметности, калиграфије, теорије форме и слична. За овај креативан посао је, између осталог, веома битна прецизност, али и заштита на раду, првенствено ношење заштитних наочара.
Граверски занат изучава се у уметничким школама и на специјалистичким курсевима. На курсевима се углавном изучава гравирање једне врсте материјала и такви курсеви трају краће, око три месеца, док у уметничким школама образовни профил гравер обухвата све врсте уметничког гравирања, а наставни програм се реализује током четири године.
Граверски занат је свуда у свету цењен и добро плаћен, посебно када је реч о ручном гравирању и уникатним производима.

## Етимологија
„Гравура” је галицизам, односно туђица у српском која потиче из француског језика (gravure - гравура, graveur - гравер).

## Историја
Људи су одувек имали потребу да украшавају предмете које користе у свакодневном животу. Најстарији пронађени гравирани предмет је шкољка, пронађена у Тринилу на Јави, која датира између 540.000 и 430.000 године п. н. е. Праисторијске гравуре пронађене су и на многим другим употребним предметима, какви су љуске нојевих јаја, коришћене као посуде за воду, из Јужне Африке. Гравирање на костима и слоновачи била је важна техника у палеолитској уметности, а већи угравирани петроглифи из многих периода праисторије могу се наћи на стенама широм света.
У античком периоду, већ почетком првог миленијума п. н. е. јављају се плитке гравуре на металу, најчешће на накиту. Истовремено се јављају и резбарени драгуљ, изрезбарено или гравирано полудраго камење, важна мала уметничка форма у античком свету која је остала је популарна све до 19. века. 
У 1. веку нове ере појављује се гравирано стакло и до 4. века овај занат већ је развијен у урбаним центрима какви су тада били Келн или Рим. Мотиви су у почетку били засновани на грчкој митологији, а касније су постале популарне сцене лова и циркуса, као и слике преузете из Старог и Новог завета.
У средњем веку златари користе гравуре за украшавање металних предмета. Верује се да су они почели да штампају свој дизајн да би га сачували, из чега су, у 15. веку у Немачкој, а убрзо и у Италији, настали први бакрорези. Многи рани гравери били су управо златари. Први и највећи период гравирања био је од 1470. до 1530. године, а најпознатији мајстори Мартин Шонгауер, Албрехт Дирер и Лукас ван Лејден. До 19. века већина гравура је била намењена комерцијалној илустрацији. Пре појаве фотографије гравирање се користило за репродукцију других облика уметности, на пример слика. Почетком 20. века гравуре су и даље биле уобичајене у новинама и многим књигама јер су биле јефтиније за штампу од фотографија. Гравирање је коришћено и у изради поштанске марки, а током 18. века појавили су се и гравирани новчићи. 
Граверски занат актуелан је и данас. Средином 20. века долази до ренесанса у ручном гравирању. Проналаском пнеуматских система за ручно гравирање уметност и технике ручног гравирања постале доступније. У 20. веку процват је доживело ласерско гравирање, а данас се као најсавременија метода истиче ЦНЦ гравирање (CNC — Computer Numerical Control).

## Материјали, технике и мотиви
Гравурама се украшавају површине израђене од различитих материјала: племенитих метала, стакла, камена, дрвета, коже и других. Гравер урезује различите мотиве или текстове уз помоћ прецизних ручних и машинских алата или хемијским путем, полазећи од претходно припремљеног цртежа. Овакви украси израђују се на:
- накиту, најчешће од злата и сребра,
- украсним предметима, најчешће од од стакла и камена,
- посуђу,
- трофејима,[2]
- оружју,
- пословној галантерији...[9]

Код украшавања дрвених површина примењују се и друге технике као што су интарзија и инкрустрација.
Мотиви који се најчешће гравирају су грбови, иницијали, мотиве из природе - биљке и животиње, розете на стаклу или камену и друге облике и шаре.
- Етрурска гравирана керамика
- Отисак изгравираног дрвеног печата
- Гравирање камена
- Минијатурна гравура на сатном механизму
- Гравирање минијатура под микроскопом
- Гравирање стакла
- Гравура на кожним корицама књиге
- Посуђе оријенталног стила, Музеј Семберије у Бијељини